# アシロ
アシロ（阿代、学名: Ophidion asiro）はアシロ目アシロ科に属する海水魚。日本では相模湾から土佐湾にかけての水深200 m程度の海底に生息する。
体長は20 cm。体型はソコダラ類に似ており、かつてはタラ目に分類されていたこともある。背鰭、尾鰭、臀鰭は連続し、腹鰭は喉の部分にあって、まるでひげのように見える。
同じアシロ科のヨロイイタチウオ（市場ではヒゲダラと呼ばれる）やリングは食用魚として価値が高いが、本種は練り製品の原料とされる程度である。